# Jegenye (település)
Jegenye (románul Leghia) falu Romániában Kolozs megyében.

## Fekvése
Bánffyhunyad és Kolozsvár között, a Nádas völgyében fekszik.

## Első említése
Első említése 1263-ból IV. Béla király újraalapítási leveléből származik. 1343-ban Jegenye, 1360-ban Jegene, 1666-ban Jegenije, 1670-ben Jeghenye néven jelenik meg.

## Története
XIV. században már plébániája van, mivel 1343-ban, Miklós erdélyi vajda megerősíti a kolozsmonostori apátságot Jegenyéhez való jogaiban.
Középkori tiszta katolikus lakossága a reformáció idején csak részben lesz református. 1570–1580-ban a megmaradt katolikus híveket még a kolozsvári jezsuiták gondozzák. A reformátussá lett templomot a katolikus hívek 1615-ben Bethlen Gábortól visszakapják. Véglegesen 1710-től lesz katolikus plébánia, 1722-től plébánosa van, 1773-tól pedig a kolozsvári jezsuiták birtokába kerül. A 18. századtól katolikus anyaegyház. 1992-ben 609 lakosa közül 602 magyar és 597 fő katolikus, és 7 református.

## Látnivaló
Az 1236-ban épült templomot Szent Mihály arkangyal tiszteletére szentelték. 1414-ben Henrik apát Boros Mihálynak és fiainak megengedte, hogy a Nádas vizén malmot építsenek, azzal a feltétellel, hogy jövedelmük egy részével a templomot támogatják. 
A templomot 1782-ben újították fel. A mai templom 1866-ban épült.

## Híres emberek
- Itt született 1619-ben Jegenyei András Ferenc ferences szerzetes (meghalt Mikházán, 1684. június 3-án).
- Itt született 1629-ben Kájoni János ferences szerzetes, európai hírű zeneszerző, orgonaművész, aki 1687. április 25-én halt meg Gyergyószárhegyen.
- Itt született 1936-ban Vizi Imre matematikus, matematikai szakíró, válogatott kosárlabdázó sportoló.